# Мстичув
Мстичув (пол. Mstyczów) — село в Польщі, у гміні Сендзішув Єнджейовського повіту Свентокшиського воєводства.
Населення — 276 осіб (2011).
У 1975-1998 роках село належало до Келецького воєводства.

## Демографія
Демографічна структура на день 31 березня 2011 року:
|          | Загалом | Допрацездатний вік | Працездатний вік | Постпрацездатний вік |
| -------- | ------- | ------------------ | ---------------- | -------------------- |
| Чоловіки | 123     | 16                 | 86               | 21                   |
| Жінки    | 153     | 24                 | 77               | 52                   |
| Разом    | 276     | 40                 | 163              | 73                   |